# Sylvania (Georgia)
Sylvania – miasto w Stanach Zjednoczonych, w stanie Georgia, siedziba administracyjna hrabstwa Screven.